# Bayadera nephelopennis
Bayadera nephelopennis – gatunek ważki z rodziny Euphaeidae.